# Alejandra Márquez Abella
Alejandra Márquez Abella (estat de San Luis Potosí, Mèxic, 1982) és una directora de cinema i guionista mexicana.
Márquez Abella va estudiar Direcció Cinematogràfica al Centre d'Estudis Cinematogràfics de Catalunya en Barcelona. Després del seu retorn a Mèxic, va filmar en 2009 el curtmetratge 5 recuerdos, amb el que va participar en més de 130 festivals i mostres al voltant del món, i va obtenir més de 20 premis nacionals i internacionals.
Després de treballar com a guionista en sèries televisives com a Imaginantes i Soy tu fan, i dirigir el documental Mal de tierra (2011), Márquez Abella llença la seva opera prima en 2015, Semana santa, escrita i dirigida per ella. Semana santa va participar en el Festival Internacional de Cinema de Toronto de 2015, on va ser elogiada per demostrar "un sentit hàbil i econòmic per a contar històries".
En 2018 va presentar el seu segon llargmetratge, Las niñas bien, una adaptació de la novel·la homònima de Guadalupe Loaeza. Amb Las niñas bien, Márquez Abella va obtenir el premi a la Millor Pel·lícula Iberoamericana al Festival de Màlaga de 2019, així com el guardó a Millor Guió. La realitzadora també va rebre nominacions en les categories de Millor Direcció, Millor Guió Original i Millor Pel·lícula als Premios Ariel 2019.

## Filmografia
- Semana santa (2015)
- Las niñas bien (2018)